# Río Caine
Pour les articles homonymes, voir Caine.
Le Río Caine 17° 42′ 10″ S, 66° 14′ 45″ O
est une rivière à l'Est de la cordillère des Andes, en Bolivie (Amérique du Sud). C'est une des branches mères du Río Grande bolivien, lui-même affluent du río Mamoré, formateur du Río Madeira. Le Río Caine et le río Rocha sont les branches du Río Madeira les plus éloignées de son embouchure dans l'Amazone (4 207 km)

## Géographie
Le Rio Caine est constitué par la jonction du río Arque et du río Rocha. Ce dernier est le plus important, il nait dans la cordillère de Cochabamba et traverse la ville du même nom. La longueur du río Caine seul est de 162 kilomètres.
mais elle atteint 280 km en ajoutant le río Rocha. Le Río Caine parcourt les départements de Cochabamba et de Potosí, puis se joint au Río San Pedro pour former le Río Grande qui pénètre alors dans le département de Chuquisaca.